# Giro del Medio Brenta
De Giro del Medio Brenta is een Italiaanse wielerwedstrijd in de Italiaanse provincie Padua. De wedstrijd maakt deel uit van de UCI Europe Tour en is door de Internationale Wielerunie geclassificeerd als categorie 1.2.

## Lijst van winnaars

### Overwinningen per land
| Overwinningen | Land                               |
| ------------- | ---------------------------------- |
| 32            | Italië                             |
| 3             | Slovenië                           |
| 1             | Oekraïne, Polen, Rusland, Colombia |